# Tobias Haslinger

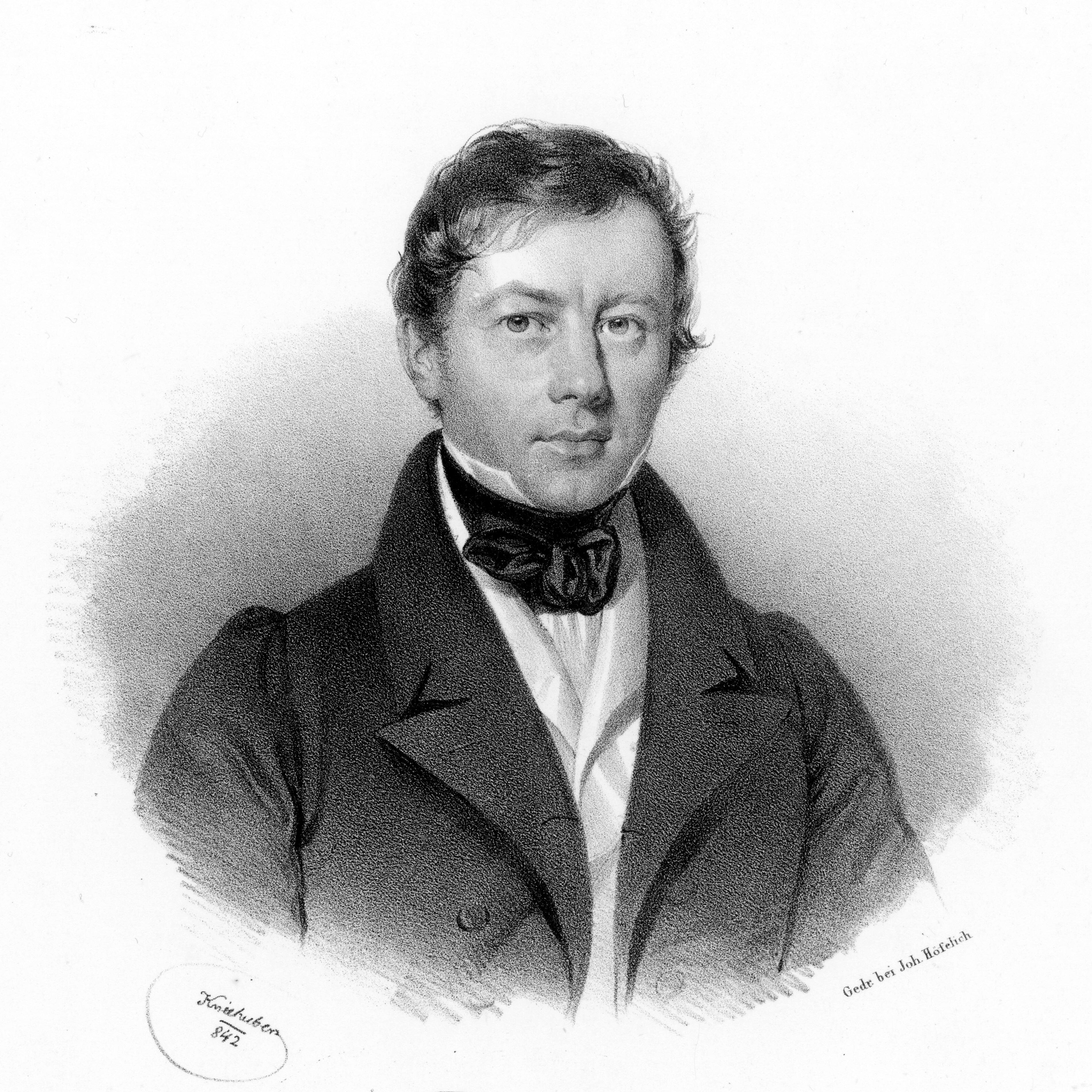

Tobias Haslinger, född 1 mars 1787, död 18 juni 1842, var en tysk musikförläggare.
Haslinger övertog 1826 Steiners musikförlag, vilket döptes om efter den nye ägaren till Haslingers musikförlag. Han stod i nära vänskapsförhållande med Ludwig van Beethoven. Efter Tobias död övergick firman till sonen Karl Haslinger (1816-1868), även verksam som tonsättare, och inköptes 1874 av Robert Emil Lienau som representant för Schlesingers musikförlag.